# Magón (209 a. C.)
Magón fue un militar cartaginés del siglo III a. C., comandante de la guarnición de Qart Hadasht (actual Cartagena) cuando esta ciudad fue atacada por Escipión el Africano en 209 a. C.
Magón solo disponía de un millar de hombres en armas, pero al llegar los romanos armó a dos mil personas más y desplegó una gran energía y habilidad en la defensa, pudiendo rechazar el primer asalto romano. En el segundo asalto los romanos escalaron las murallas y ocuparon la ciudad.
Magón se retiró hacia la ciudadela (Arx Asdrubalis); pero, viendo que toda resistencia era inútil, se rindió y fue enviado como prisionero de guerra a Roma junto con otros nobles cartagineses de la ciudad.